# Chinchidou et Pashmilla
Chinchidou et Pashmilla sont deux des 890 espèces de Pokémon apparues à ce jour. Les Pashmilla apparaissent uniquement dans Pokémon Noir et Blanc. Il est l'évolution de Chinchidou avec une pierre éclat.

## Création

### Conception graphique
Chinchidou est basé sur un Chinchilla.

## Description

### Pashmilla
Pashmilla est un petit Pokémon de poids léger. De type mammalien du fait de sa ressemblance avec les chinchillas, il porte une longue écharpe de poils blancs autour du cou. Ces poils sont du blanc le plus pur et résistent aux salissures. Cette écharpe est une référence au pashmina, une laine de chèvre prélevée sur le cou, et connue pour sa douceur. Les Pashmilla sont ordinairement gris clair avec une écharpe blanche, mais les spécimens chromatiques sont de couleur beige (écharpe toujours blanche).
- Joli Sourire : si l'ennemi est du sexe opposé et qu'il touche directement Pashmilla, il a 30 % probabilité de tomber amoureux.
- Technicien : la puissance des attaques offensives dont la puissance de base est inférieure ou égale à 60 est doublée.
- Multi-Coups (Monde des Rêves uniquement) : les attaques qui frappent plusieurs fois l'ennemi en un tour frappent encore plus de fois que d'habitude.

## Apparitions

### Jeux vidéo
Chinchidou et Pashmilla apparaissent dans série de jeux vidéo Pokémon. D'abord en japonais, puis traduits en plusieurs autres langues, ces jeux ont été vendus à plus de 200 millions d'exemplaires à travers le monde.

### Série télévisée et films
La série télévisée Pokémon ainsi que les films sont des aventures séparées de la plupart des autres versions de Pokémon et mettent en scène Sacha en tant que personnage principal. Sacha et ses compagnons voyagent à travers le monde Pokémon en combattant d'autres dresseurs Pokémon.